# Cnaphalocrocis subvenilialis
Cnaphalocrocis subvenilialis là một loài bướm đêm trong họ Crambidae.